# Гордон-Леннокс, Хильда, герцогиня Ричмонд
Хильда Мэйделин Гордон-Леннокс, герцогиня Ричмонд (англ. Hilda Madeline Gordon-Lennox, Duchess of Richmond; 16 июня 1872, Лондон, Англия, Великобритания — 29 декабря 1971, Гудвуд, Вестхампнетт, Западный Суссекс, Англия, Великобритания) — британская аристократка, супруга Чарльза Гордона-Леннокса, 8-го герцога Ричмонда, Дама-Командор ордена Британской империи.

## Биография
Хильда Мэйделин Брасси родилась 16 июня 1872 года в семье Анны Харриет Стивенсон и Генри Артура Брасси, сына пионера-железнодорожника Томаса Брасси.
В 1893 году вышла замуж за Чарльза Гордона-Леннокса, лорда Сеттрингтона, будущего 8-го герцога Ричмонда. У них было пятеро детей:
- Эми Гвендолин Гордон-Леннокс (1894—1975).
- Чарльз Генри Гордон-Леннокс (1895—1895), умер в младенчестве.
- Дорис Хильда Гордон-Леннокс (1896—1980).
- Чарльз Генри Гордон-Леннокс (1899—1920), считался наследником, но умер от ран в России.
- Фредерик Чарльз Гордон-Леннокс (1904—1989), стал 9-м герцогом Ричмондом.

В 1902 году стала членом Королевского садоводческого общества. После Первой мировой войны занимала пост президента отделения Ассоциации семей солдатов и моряков в Суссексе и подразделения в Бермондси , а также была представителем этого общества при Комитете по назначению военных пенсий. В 1927 году стала первым председателем Системы национальных садов, тесно сдружившись с леди Хилд, супругой Лайонела Хилда. После Второй мировой войны была вице-президентом Ассоциации семей солдатов, моряков и авиаторов. Также занимала пост мирового судьи в Суссексе, а затем в Моришире.
Скончалась 29 декабря 1971 года в возрасте 99 лет. Похоронена в церкви Святой Марии и Святого Власия в Боксгроуве.

## Награды
8 января 1919 года возведена в звание Командора ордена Британской империи, а 1 января 1946 года — Дамы-Командора.